# 老拜年
老拜年为赵本山等四人于1993年中国中央电视台春节联欢晚会中所表演的小品，小品中讲述了一个二人转演员（赵本山饰演）因为剧团改革而没有了工作，后恳求自己原来的徒弟帮忙张罗工作。另外，老拜年是赵本山第一次在公众场合中宣传“二人转”这一艺术形式。

## 关于
老拜年所说的是原著名二人转演员因为剧团改革而丢了工作，后恳求原来的三个徒弟给予工作。而此二人转演员却觉得丢脸。小品的后面，外国人邀请此演员“出山”于美国洛杉矶演出。